# Gens Arelia
La gens Arelia fue un conjunto de familias de la Antigua Roma de origen plebeyo que compartían el nomen Arelio. No parece haber sido particularmente grande o importante y se conoce principalmente por tres individuos.

## Miembros
- Arelio Fusco, un retórico que floreció en Roma en los últimos años de Augusto. Su hijo, que tuvo el mismo nombre, fue también retórico.[1]
- Quinto Arelio Fusco, ambos, padre e hijo, con el praenomen Quinto.[1]
- Arelio, un pintor que fue célebre en Roma un poco antes del reinado de Augusto.[2]